# Eremophila longifolia
Eremophila longifolia là một loài thực vật có hoa trong họ Huyền sâm. Loài này được (R.Br.) F.Muell. mô tả khoa học đầu tiên năm 1859.